# Joris Nieuwenhuis
Joris Nieuwenhuis (Doetinchem, Países Baixos, 11 de fevereiro de 1996) é um ciclista neerlandês que milita na equipa Team Sunweb. Em 2017 foi campeão do mundo sub-23 em ciclocross.

## Palmarés
- Ainda não tem conseguido vitórias como profissional

## Resultados em Grandes Voltas
| Carreira | Carreira        | 2015 | 2016 | 2017 | 2018 | 2019 | 2020 |
| -------- | --------------- | ---- | ---- | ---- | ---- | ---- | ---- |
|          | Giro d'Italia   | —    | —    | —    | —    | —    | —    |
|          | Tour de France  | —    | —    | —    | —    | —    |      |
|          | Volta a Espanha | —    | —    | —    | —    | —    | —    |

—: não participa 
Ab.: abandono

## Equipas
- Rabobank Development Team (10.2014-2016)
- Development Team Sunweb (2017-2018)
- Team Sunweb (2019-)